# فیلیپ فوکون
فیلیپ فوکون (فرانسوی: Philippe Faucon‎؛ زادهٔ ۲۶ ژانویهٔ ۱۹۵۸) کارگردان فیلم، فیلم‌نامه‌نویس، اهل فرانسه است. وی از سال ۱۹۸۴ میلادی تاکنون مشغول فعالیت بوده‌است.

## فیلمشناسی
- فاطمه (۲۰۱۵)
- امین (۲۰۱۸)